# Йосипчук Тарас Юрійович
Тара́с Ю́рійович Йосипчу́к — старший лейтенант Збройних сил України, учасник російсько-української війни, що відзначився у ході російського вторгнення в Україну 2022 року.
Завершив навчання у 2018 році з відзнакою та золотою медаллю в Національній академії сухопутних військ імені гетьмана Петра Сагайдачного.

## Нагороди
- орден «Богдана Хмельницького» ІІІ ступеня (2022) — за особисту мужність і самовіддані дії, виявлені у захисті державного суверенітету та територіальної цілісності України, вірність військовій присязі[2].